# Ernest (revue littéraire)
Pour les articles homonymes, voir Ernest.
Ernest est une revue littéraire hebdomadaire pure player, sur abonnement et sans publicité, parue de juin 2017 à novembre 2024.
Le titre a été créé et dirigé par l'ancien libraire et journaliste David Medioni.

## Concept éditorial
Ernest était un magazine dédié au plaisir de lire, qui se voulait "décomplexé, accessible, passionné, festif, rêveur, turbulent, drôle et enjoué". La revue avait une ambition "démocratique" loin de "l’élitisme" des magazines littéraires classiques.
La revue croisait les regards de journalistes et de libraires indépendants, et donnait la parole aux auteurs et aux artistes, avec l’idée que tout le monde pouvait parler de littérature et que tout le monde pouvait parler des livres. Elle s'intéressait autant à la littérature blanche classique qu'à la littérature chez les éditeurs indépendants, à la littérature érotique ou à la BD.
Il s'agissait de créer un média indépendant et engagé. Le ton engagé a parfois été perçu comme moralisateur.
Ernest avait la particularité d’être, à la fois, un site, une newsletter hebdomadaire et une communauté de lecteurs qui pouvaient échanger entre eux.
Le titre de la revue a été choisi en hommage à Ernest Hemingway.

## Modèle économique
Sans publicité, Ernest avait l'ambition de reposer sur les abonnements, sur des "box" vendues en librairie, similaires à des "paquets surprises" à destination des adultes et des enfants, et sur des événements, notamment autour du Club Ernest.

## Histoire
Le magazine a été créé avec un capital de 40.000 euros, dont 12.000 euros levés via une campagne participative sur Ulule.
Un an après sa création le titre comptait 700 abonnés et comptabilisait 12 000 lecteurs par mois. Les abonnements sont montés au moins jusqu'à 1200, près de la moitié des 3000 escomptés, avant de baisser.
"Durant 2709 jours soit 7 ans, 4 mois et 29 jours, 1989 articles ont été publiés sur Ernest, soit 265 par an".
Depuis la fermeture de l'entreprise, tous les articles sont disponibles librement sur le site du magazine.

## Engagement pour les librairies indépendantes
100% numérique, Ernest voulait cependant mettre en avant les libraires, en les faisant intervenir dans une chronique vidéo et dans une émission audio, la "Ripaille littéraire", pour défendre leurs coups de cœur.
Ernest a ainsi lancé un "Manifeste de la lecture responsable", pour défendre les librairies face aux GAFA.

## Contributeurs
L’équipe rassemblait autour de David Medioni, des chroniqueurs, des journalistes et des écrivains tels que Alain Louyot (prix Albert Londres 1985 – ancien rédacteur en chef de l’Express), Thomas Hervé, Paul Vacca, Rebecca Benhamou, Pierre-Louis Basse, Laurent-David Samama, Pierre-Louis Basse, Robin Walter (auteur de BD) et bien d’autres.
Des libraires contribuaient également dont Alexandre Bord de la Librairie de Paris qui tenait une chronique poésie chaque semaine, ainsi que des éditeurs (Laurence Van Gysel, spécialiste de la jeunesse, Davy Athuil spécialiste de l’imaginaire et de la SF).